# Charles Addo Odametey
Charles Addo Odametey   (Accra, 23 de febrer de 1937 - Accra, 29 de desembre de 2006) fou un futbolista ghanès de la dècada de 1960.
Fou internacional amb la selecció de futbol de Ghana. Té el rècord de més finals disputades de la Copa d'Àfrica, on fou campió el 1963 i 1965.
Pel que fa a clubs, destacà a Accra Hearts of Oak SC.